# Bernard Ziegler
Pour les articles homonymes, voir Ziegler.
Ne doit pas être confondu avec Bernard Stiegler.
Bernard Ziegler, né le 12 mars 1933 à Boulogne-Billancourt et mort le 4 mai 2021 à Pibrac, est un ingénieur et pilote d'essai français. Il a notamment participé aux premiers vols des Airbus A300, A310, A320 et A340-200.

## Biographie
Fils d'Henri Ziegler, Bernard François Gilles naît le 12 mars 1933 à Boulogne-Billancourt. En 1954, il est reçu à l'École polytechnique, puis à la sortie, il entre à l'École de l'air où il devient pilote d'avion à réaction. Il participe alors à la guerre d'Algérie.
Le 29 août 1961, à bord de son F-84F pour une mission opérationnelle à vue et sous contrôle radar où il a ordre de voler à basse altitude pour échapper au radar, il provoque la chute de trois bennes de la télécabine Panoramic Mont-Blanc de la Vallée Blanche, l'aile de son chasseur sectionnant le câble de traction. Six personnes meurent. Il sera acquitté l'année suivante par le tribunal des forces armées de la VIIe région (TPFA).
Il poursuit ses études et entre à l'École nationale supérieure de l'aéronautique et de l'espace (SUPAERO) et ensuite à l'École du personnel navigant d'essais et de réception (EPNER) - l'école des pilotes d'essai. Il entre alors au Centre d'essais en vol et devient en 1968 chef pilote d'essai du Dassault Mirage G.
Il rejoint Aerospatiale en 1972 lors de la création du Département des essais en vol d’Airbus. Le 28 octobre 1972, Bernard Ziegler réalise son premier vol en tant que pilote d’essai d’Airbus. Il participe ensuite au premier vol de l'Airbus A310 sur lequel il contribue à la refonte du poste de pilotage qui voit la disparition du poste de mécanicien navigant.
Il participe ensuite à l'introduction des commandes de vol électriques sur l'A320 — il s'agit alors du premier appareil civil doté de ce système — et à son premier vol en avril.
En octobre 1991, il participe au premier vol de l'A340-200. En juin 1993, il fait partie de l'équipage de l'A340-200 baptisé « World Ranger » qui effectue alors le vol le plus long jamais effectué par un avion civil : il réalise un vol autour du monde avec une seule escale en un peu plus de 48 heures.
Il est ensuite nommé au poste de Senior Vice President Engineering d'Airbus, poste qu'il occupe jusqu’en 1997, date de son départ à la retraite.
En mars 2006, Bernard Ziegler est mis en examen, avec cinq autres personnes, pour son rôle en tant qu'ingénieur en chef du programme Airbus A320 à la suite de l'ouverture du procès de l'accident du mont Sainte-Odile en 1992. Les conclusions du tribunal le disculpent de toutes les charges de même que ses coaccusés.
En juin 2012, il se voit remettre lors du salon aéronautique de Farnborough le Flightglobal Lifetime Achievement Award pour les innovations qu'il a contribué à apporter à l'aviation civile au cours de sa carrière.
Il décède le 4 mai 2021 à l'âge de 88 ans.

## Distinctions
- Officier de la Légion d'honneur[2]
- Officier de l'ordre national du Mérite[2]
- Médaille de l'Aéronautique[2]
- Croix de la Valeur militaire[2]
- Flightglobal Lifetime Achievement Award
- Membre de l'Académie de l'air et de l'espace : correspondant en 1984, titulaire en 1994 et honoraire en 2008[11]